# HMS Temple (1758)
Le  HMS Temple est un vaisseau de ligne de troisième rang de 68 canons, construit pour la Royal Navy par les chantiers de Blades à Hull et lancé le 3 novembre 1758. 
Il fait ses premières armes en 1759 sous le commandement de Washington Shirley et participe à la bataille des Cardinaux le 20 novembre 1759.

## Histoire
Après sa participation à la bataille des Cardinaux en 1759, il vogue vers l'Amérique en mars 1760, sous les ordres du capitaine Lucius O'Brien.
En septembre de cette même année, il capture le sloop Virgin — un vaisseau ayant précédemment appartenu à la Royal Navy et battant pavillon de la Grenade —  avec l'aide du cotre Griffin.
En 1762, le Temple, alors commandé par Julian Legge, prend part à la bataille de la Havane en 1762. Il coule en décembre de cette même année, lors du voyage de retour vers l'Angleterre pour réparations.